# ソシアルバターフライ
ソシアルバターフライ (Social Butterfly) とはアメリカ合衆国生産の競走馬である。1966年に繁殖牝馬として日本に輸出され、現地で顕彰馬トウショウボーイなどの活躍馬を送り出した。
全兄にカリフォルニアンステークス、サンフェリペハンデキャップなどアメリカで重賞4勝を挙げたSocial Climberがいる。

## 経歴
アメリカで競走生活を送り2勝を挙げたが重賞勝利はなく、競走馬引退後は同地で繁殖牝馬となり3頭の牝駒を出産している。その後1966年に日本の藤正牧場によって購買され、ほか2頭の繁殖牝馬と共にThe Pie Kingの仔を宿した状態で来日。同牧場で繁殖入りした。
その後出産した牡駒トウショウコルトは競走馬としてのデビュー直前の調教で故障、予後不良となったが、その翌年出産したトウショウピット（父パーソロン）が中山記念、関屋記念、クモハタ記念と重賞を3勝する活躍を見せ、1972年に産んだ牝馬ソシアルトウショウ（父ヴェンチア）は優駿牝馬 （オークス）で2着に、さらに翌年テスコボーイとの間に出産したトウショウボーイは数々の大レースを制し「天馬」と称され、1970年代を代表する名馬に成長した。しかしトウショウボーイが優駿賞年度代表馬を受賞した翌年の1977年秋、ソシアルバターフライは放牧中に牧柵に激突し、右前脚を骨折。獣医師団による治療が試みられたがやがて蹄葉炎を併発し、10月28日に安楽死の措置が執られた。

## 血統の影響
日本で出産した11頭の産駒のうちオープン馬となったものは5頭、日米で挙げた総勝利数は58に上った。ソシアルトウショウとトウショウボーイは繁殖馬としても群を抜く成績を残している。ソシアルトウショウは4頭の重賞優勝馬の母となり、トウショウボーイは三冠馬ミスターシービーを送り出すなど、輸入種牡馬全盛の時代にあって国産種牡馬のエースとして活躍、中小生産者から「お助けボーイ」と呼ばれるほどの成功を収めた。トウショウボーイ以降に誕生した牡駒はいずれも種牡馬となり、トウショウゲート（父シャトーゲイ）はカブトヤマ記念の優勝馬トウショウユースを、トウショウイレブン（父テスコボーイ）は小倉記念の優勝馬スノージェットを、トウショウルチェー（父ダンディルート）は中山牝馬ステークスの優勝馬ジムクインを輩出し、それぞれ重賞優勝馬の父となっている。ほかソシアルトウショウ以外の牝駒も母・祖母として成功を収め、1970年代から1980年代後半にかけて、ソシアルバターフライ子孫の生産馬がトウショウ牧場の全盛時代を築いた。
しかし1990年代に入り、トウショウ牧場の生産馬はこれらの系統馬の重用が過ぎたために一転して不振を極めた。一時は繋養繁殖牝馬の半数がソシアルバターフライ系牝馬で占められ、良質な種牡馬が全てそれらの牝馬に配合された結果、血統の偏向により生産馬の活力が失れることになった。その影響は、トウショウ牧場長の志村吉男が2005年に受けたインタビューの中で、活躍馬が出なかった主要因として「ソシアルバターフライに固執したこと」と語るほど顕著なものであった。

## 繁殖成績（産駒一覧）
- 1962年生 Social Rating（牝・父Fleet Nasrullah）6勝
- 1964年生 The Shoe Fits（牝・父The Shoe）
- 1965年生 *リトルマネーメーカー（牝・父The Pie King）
- 1966年生 トウショウコルト（牡・父The Pie King）不出走
- 1967年生 トウショウピット（牡・父パーソロン）9勝、中山記念優勝、関屋記念優勝、クモハタ記念優勝
- 1969年生 トウショウバロン（牡・父：ボウプリンス）2勝
- 1970年生 トウショウプリンス（牡・父：ボウプリンス）中央9勝、地方1勝
- 1971年生 ブルートウショウ（牝・父：ネプテューヌス）5勝
- 1972年生 ソシアルトウショウ（牝・父ヴェンチア）2勝、優駿牝馬2着
- 1973年生 トウショウボーイ（牡・父テスコボーイ）10勝、有馬記念優勝、皐月賞優勝、宝塚記念優勝
- 1974年生 トウショウゲート（牡・父シャトーゲイ）6勝
- 1975年生 ガールトウショウ（牝・父チャイナロック）7勝
- 1976年生 トウショウイレブン（牡・父テスコボーイ）5勝 セントライト記念2着、ダイヤモンドステークス2着
- 1977年生 トウショウルチェー（牡・父ダンディルート）3勝

## ソシアルバターフライの主要な系統図
牝系図の主要な部分（太字はG1級競走優勝馬）は以下の通り。*は日本に輸入された馬。「f」は「filly（牝馬）」の略、「c」は「colt（牡馬）」の略。
- *ソシアルバターフライ f
  - *リトルマネーメーカー 1965 f
    - ソシアルメーカー 1987 f
      - テイエムトッキュー 1994 c（カブトヤマ記念）

  - ブルートウショウ 1971 f
    - ファストブルー 1977 f
      - ブルーバタフライ 1988 f
        - ブルーボックスボウ 1998 f
          - フロンテアクイーン 2013 f（中山牝馬ステークス）

    - トウショウレオ 1982 c（6勝、小倉大賞典2回、京阪杯、中京記念）
    - ニーストウショウ 1985 f
      - ソシアルクイーン 1997 f
        - スペシャルクイン 2006 f
          - ヴェンジェンス 2013 c（みやこステークス）

  - トウショウピット 1967 c（中山記念、クモハタ記念、関屋記念）
  - ソシアルトウショウ 1972 f
    - エイティトウショウ 1978 f（中山記念2回、金杯・東、ラジオたんぱ賞）
      - マザートウショウ 1990 f（函館3歳ステークス、テレビ東京賞3歳牝馬ステークス、クイーンカップ）

    - トウショウペガサス 1979 c（中山記念、ダービー卿チャレンジトロフィー、マイルチャンピオンシップ2着）
    - トウショウサミット 1982 c（NHK杯）
    - トウショウマリオ 1985 c（京成杯、東京新聞杯）
    - ペギートウショウ 1977 f
      - トウショウドリーム 1982 c（東京障害特別・春、東京障害特別・秋）
      - エステーローザ 1991 f
        - グランリーオ 2000 c（中日新聞杯）

  - トウショウボーイ 1972 c（有馬記念、皐月賞、宝塚記念、高松宮杯、京都新聞杯、神戸新聞杯）
  - ガールトウショウ 1975 f
    - カメリアトウショウ 1982 f
      - トウショウファルコ 1986 c（アメリカジョッキークラブカップ、金杯・東）

    - チャームトウショウ 1988 f
      - コウユーラヴ 1997 f
        - サンダルフォン 2003 c（北九州記念）

牝系図の出典：牝系検索α
ほかリトルマネーメーカーの孫に3度の重賞2着があるカミノスオード、ガールトウショウの孫に7勝を挙げてシーイズトウショウの母の父となっているトウショウフリート、曾孫に岩手の重賞・東北サラブレッド大賞典の優勝馬ダイワハンニバル。エイティトウショウの仔にトウショウヒューイ、トウショウルーイ、トウショウスペリアといったオープン馬がいる。

## 血統
| ソシアルバターフライ (Social Butterfly)の血統 | ソシアルバターフライ (Social Butterfly)の血統 | ソシアルバターフライ (Social Butterfly)の血統 | （血統表の出典）            | （血統表の出典） |
| 父系                                          | ハイペリオン系                                | ハイペリオン系                                | ハイペリオン系              | [ § 2 ]          |
| 父 Your Host 1947 栗毛 アメリカ               | 父の父Alibhai 1938 栗毛 イギリス              | Hyperion                                      | Gainsborough                | Gainsborough     |
| 父 Your Host 1947 栗毛 アメリカ               | 父の父Alibhai 1938 栗毛 イギリス              | Hyperion                                      | Selene                      |                  |
| 父 Your Host 1947 栗毛 アメリカ               | 父の父Alibhai 1938 栗毛 イギリス              | Teresina                                      | Tracery                     | Tracery          |
| 父 Your Host 1947 栗毛 アメリカ               | 父の父Alibhai 1938 栗毛 イギリス              | Teresina                                      | Blue Tit                    |                  |
| 父 Your Host 1947 栗毛 アメリカ               | 父の母Boudoir 1938 芦毛 アイルランド          | Mahmoud                                       | Blenheim                    | Blenheim         |
| 父 Your Host 1947 栗毛 アメリカ               | 父の母Boudoir 1938 芦毛 アイルランド          | Mahmoud                                       | Mah Mahal                   |                  |
| 父 Your Host 1947 栗毛 アメリカ               | 父の母Boudoir 1938 芦毛 アイルランド          | Kampala                                       | Clarissimus                 | Clarissimus      |
| 父 Your Host 1947 栗毛 アメリカ               | 父の母Boudoir 1938 芦毛 アイルランド          | Kampala                                       | La Soupe                    |                  |
| 母 Wisteria 1948 鹿毛 アメリカ                | 母の父Easton 1931 鹿毛 フランス               | Dark Legend                                   | Dark Ronald                 | Dark Ronald      |
| 母 Wisteria 1948 鹿毛 アメリカ                | 母の父Easton 1931 鹿毛 フランス               | Dark Legend                                   | Golden Legend               |                  |
| 母 Wisteria 1948 鹿毛 アメリカ                | 母の父Easton 1931 鹿毛 フランス               | Phaona                                        | Phalaris                    | Phalaris         |
| 母 Wisteria 1948 鹿毛 アメリカ                | 母の父Easton 1931 鹿毛 フランス               | Phaona                                        | Destination                 |                  |
| 母 Wisteria 1948 鹿毛 アメリカ                | 母の母Blue Cyprus 1941 鹿毛 アメリカ          | Blue Larkspur                                 | Black Servant               | Black Servant    |
| 母 Wisteria 1948 鹿毛 アメリカ                | 母の母Blue Cyprus 1941 鹿毛 アメリカ          | Blue Larkspur                                 | Blossom Time                |                  |
| 母 Wisteria 1948 鹿毛 アメリカ                | 母の母Blue Cyprus 1941 鹿毛 アメリカ          | Peggy Porter                                  | The Porter                  | The Porter       |
| 母 Wisteria 1948 鹿毛 アメリカ                | 母の母Blue Cyprus 1941 鹿毛 アメリカ          | Peggy Porter                                  | Pretty Peggy F-No.1-w       |                  |
| 母系(F-No.)                                   | 1号族(FN:1-w)                                 | 1号族(FN:1-w)                                 | 1号族(FN:1-w)               | [ § 3 ]          |
| 5代内の近親交配                               | Gainsborough4×5=9.38%・父内                   | Gainsborough4×5=9.38%・父内                   | Gainsborough4×5=9.38%・父内 | [ § 4 ]          |
| 出典                                          | 1. 2. 3. 4.                                   | 1. 2. 3. 4.                                   | 1. 2. 3. 4.                 | 1. 2. 3. 4.      |

父ユアホストは5年連続でアメリカの年度代表馬となった名馬ケルソの父として知られている。母ウィステリアはアメリカで2勝を挙げ、エイコーンステークス2着の実績を残している。